# Chhatri

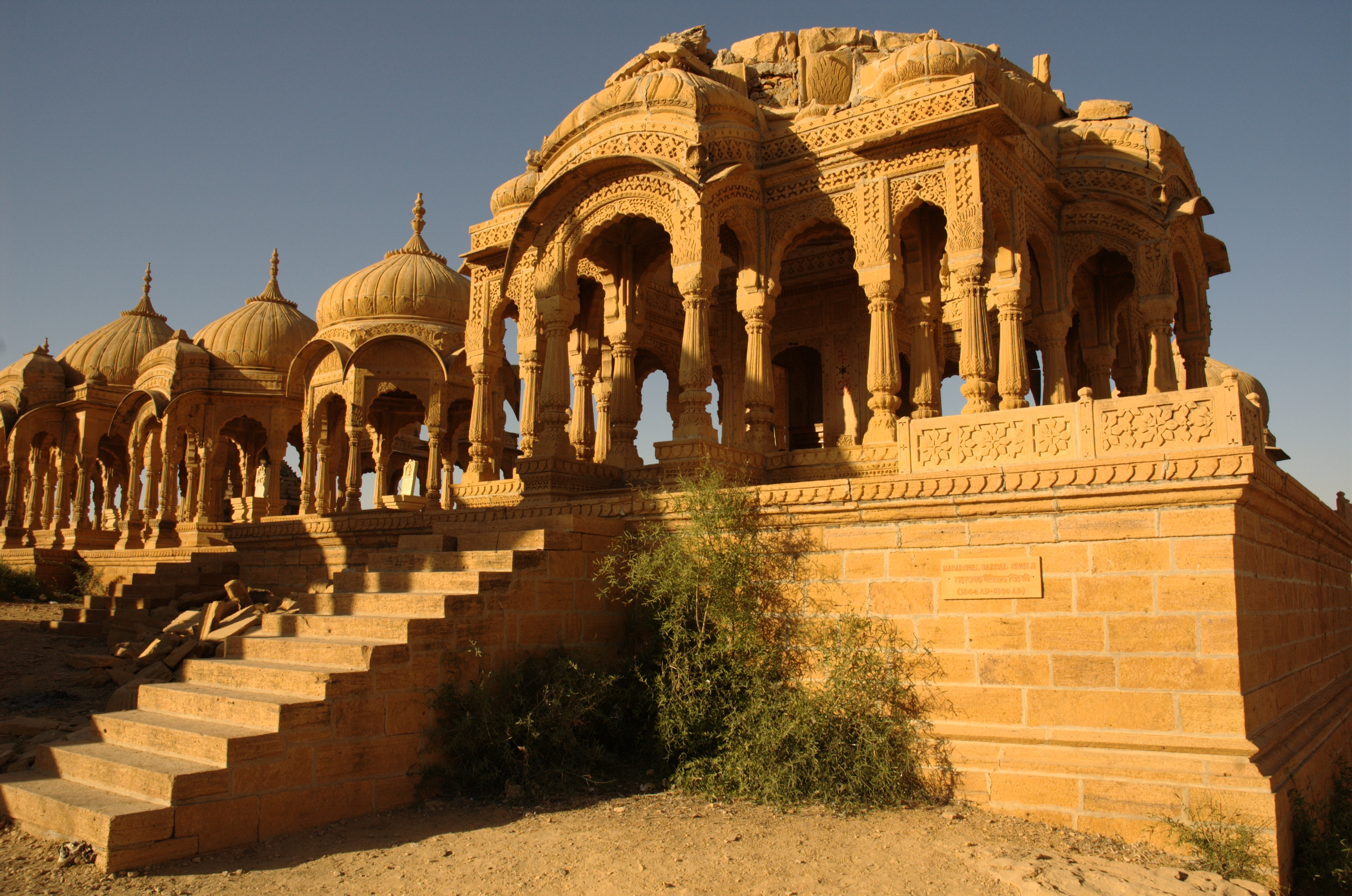
Chhatris de perto em Bada Bagh, Rajastão

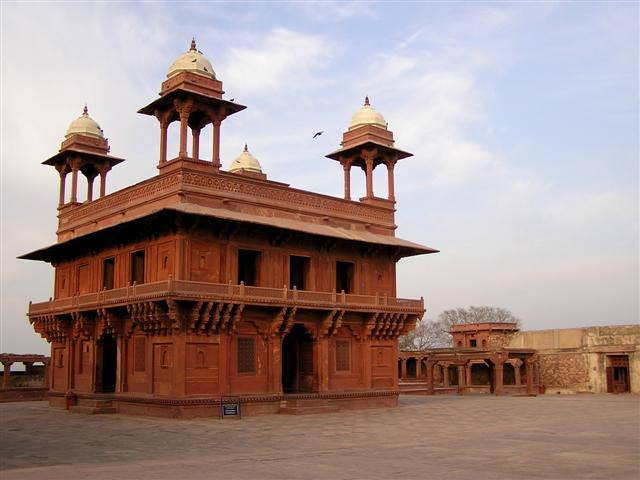
Chhatri situado no topo de cada canto do Salão de Audiências no complexo do palácio Fatehpur Sikri.

Chhatri são pavilhões semi-abertos, elevados e em forma de cúpula, usados como um elemento na arquitetura indo-islâmica e na arquitetura indiana . São mais comumente quadrados, octogonais e redondos.
Originados como um dossel sobre túmulos, servem principalmente como elementos decorativos em oposição a elementos funcionais.Os primeiros exemplos de chhatri sendo usados no subcontinente indiano foram encontrados no Santuário de Ibrahim em Bhadreswar, construído entre 1159 e 1175 d.C.
Chhatri são encontrados principalmente na arquitetura Mughal . Os exemplos mais notáveis que sobreviveram hoje podem ser encontrados no Túmulo de Humayun, em Déli, e no Taj Mahal, em Agra . O Sultanato de Berar no Deccan adicionou chhatris em edifícios nas suas várias capitais. Chhatri também foi usado no Rajastão e em outras partes do subcontinente indiano por governantes muçulmanos e hindus .
São usados principalmente para manipular horizontes, um aspecto importante da arquitetura do Rajastão. Por exemplo, podem ser adicionados aos telhados dos edifícios e os chhatri maiores podem ser usados como cenotáfios. As suas origens, no entanto, são do Rajastão . O chhatri em Shekhawati pode consistir numa estrutura simples de uma cúpula elevada por quatro pilares até um edifício contendo muitas cúpulas e um porão com vários cômodos. Em alguns lugares, o interior do chhatri é pintado da mesma maneira que as haveli (mansões) da região.

### No Rajastão

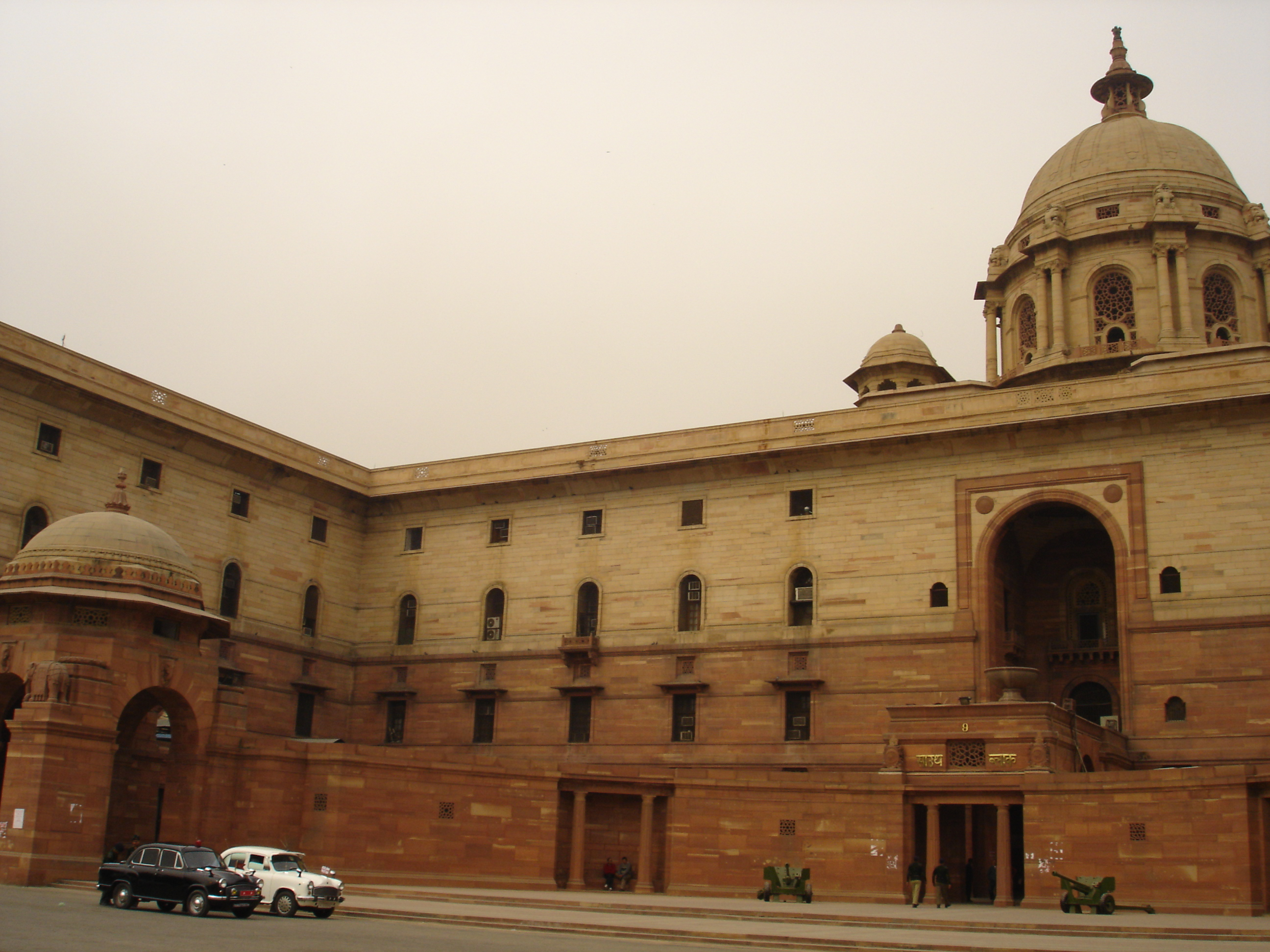
O Rashtrapati Bhavan chhatri

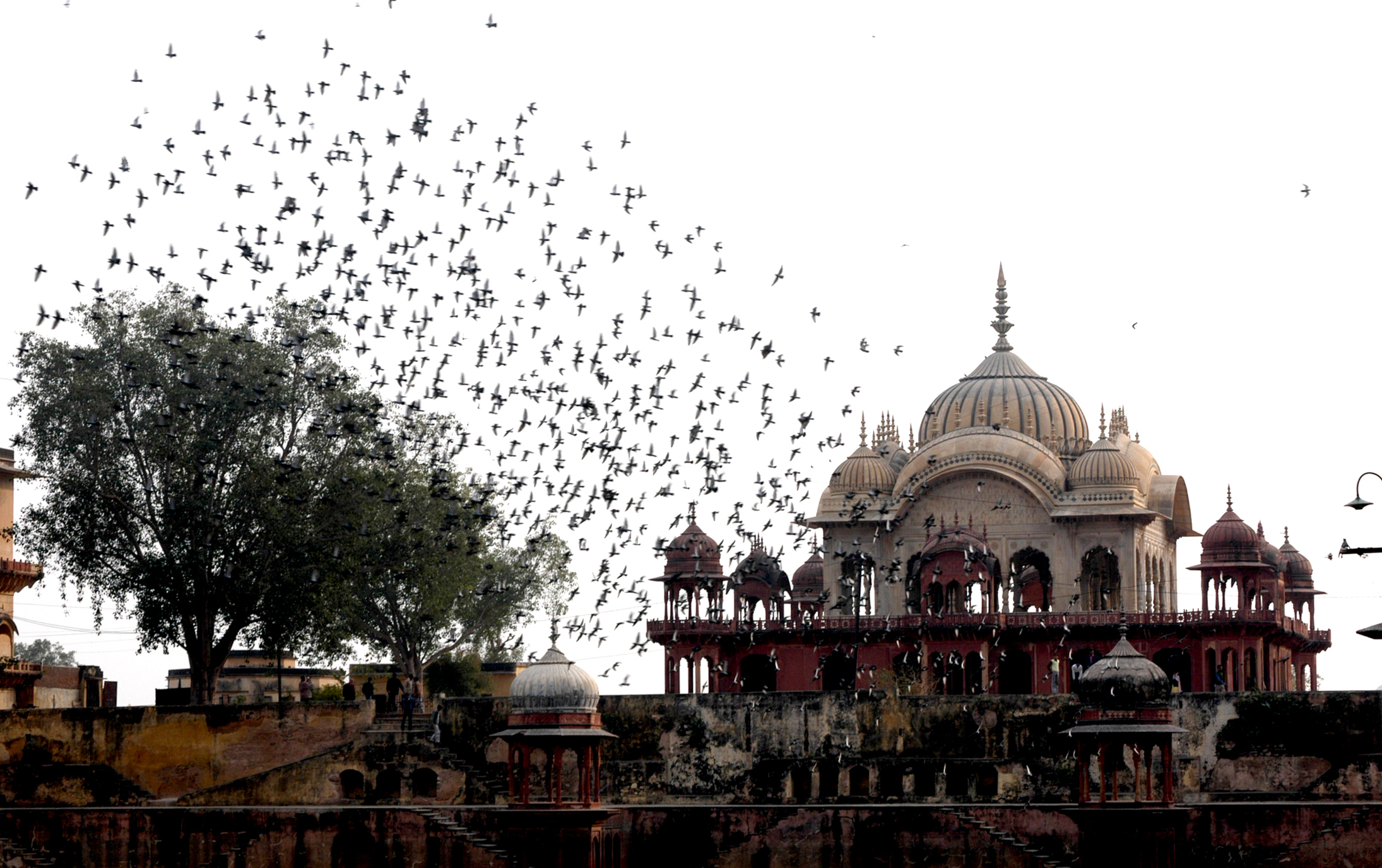
Moosi Rani Ki Chhatri, Alwar

Existem vários chhatris no Rajastão e estão localizados em:
- Jaipur - Gaitore cenotáfio do Marajá de Jaipur. Situados num vale estreito, os cenotáfios dos antigos governantes de Jaipur são constituídos por chhatris, monumentos típicos em forma de guarda-chuva. O chhatri de Sawai Jai Singh II é particularmente notável pelas esculturas que foram inseridas para o embelezar.
- Jodhpur - chhatri de mármore branco do Marajá Jaswant Singh II
- Bharatpur- os cenotáfios dos membros da família real Jat de Bharatpur, que morreram enquanto lutavam contra os britânicos em 1825, foram erguidos na cidade de Govardhan. O chhatri de Maharaja Suraj Mal de Bharatpur apresenta frescos que ilustram a vida de Surajmal, retratando cenas de caça, procissões reais e guerras.
- Udaipur- ladeada por uma fileira de enormes elefantes de pedra, uma ilha no Lago Pichola apresenta um impressionante chhatri esculpido em pedra, construído por Maharana Jagat Singh.
- Haldighati - existe um chhatri com colunas de mármore branco, dedicado a Rana Pratap. O cenotáfio dedicado a Chetak', o famoso cavalo de Rana Pratap.
- Alwar - Moosi Maharani ki Chhatri é um notável cenotáfio de pedra vermelha com colunas de mármore branco em homenagem aos governantes de Alwar.
- Bundi - Suraj Chhatri e Mordi Ki Chhatri, Chaurasi Khambon ki Chhatri e Nath Ji ki Chhatri estão localizados em Bundi.
- Jaisalmer - Bada Bagh, um complexo com os chhatris de Jai Singh II (falecido em 1743) e subsequentes marajás de Jaisalmer.
- Bikaner - Devi Kund perto de Bikaner é o crematório real com um número notável de cenotáfios. O chhatri do Marajá Surat Singh é muito impressionante. Possui uma série de pinturas Rajput na abóbada da cúpula.
- Ramgarh - Chhatri Seth Ram Gopal Poddar.
- Nagaur - Nath Ji ki Chhatri e Amar Singh Rathore-ki-Chhatri.

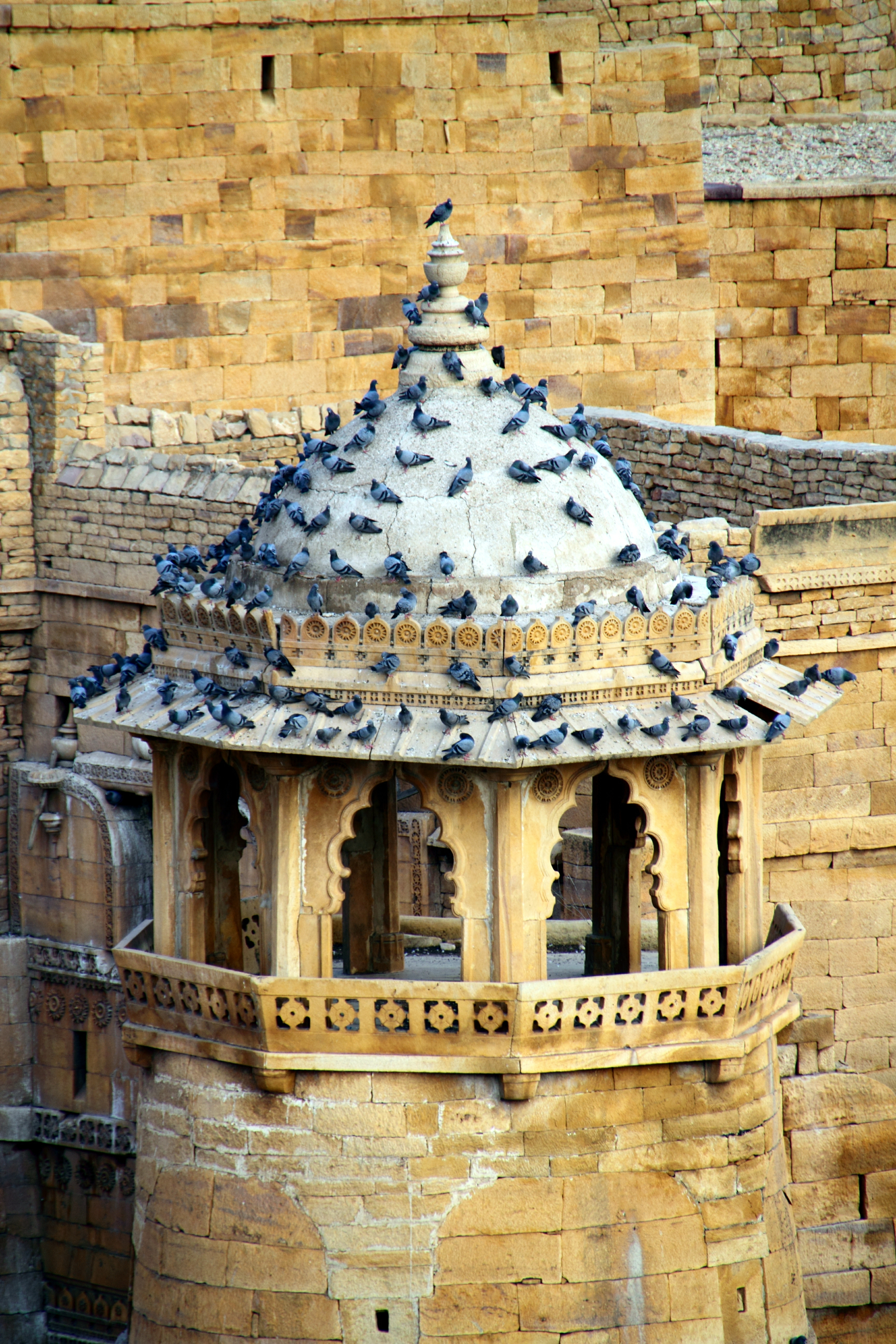
Um chatri do século 12, Jaisalmir
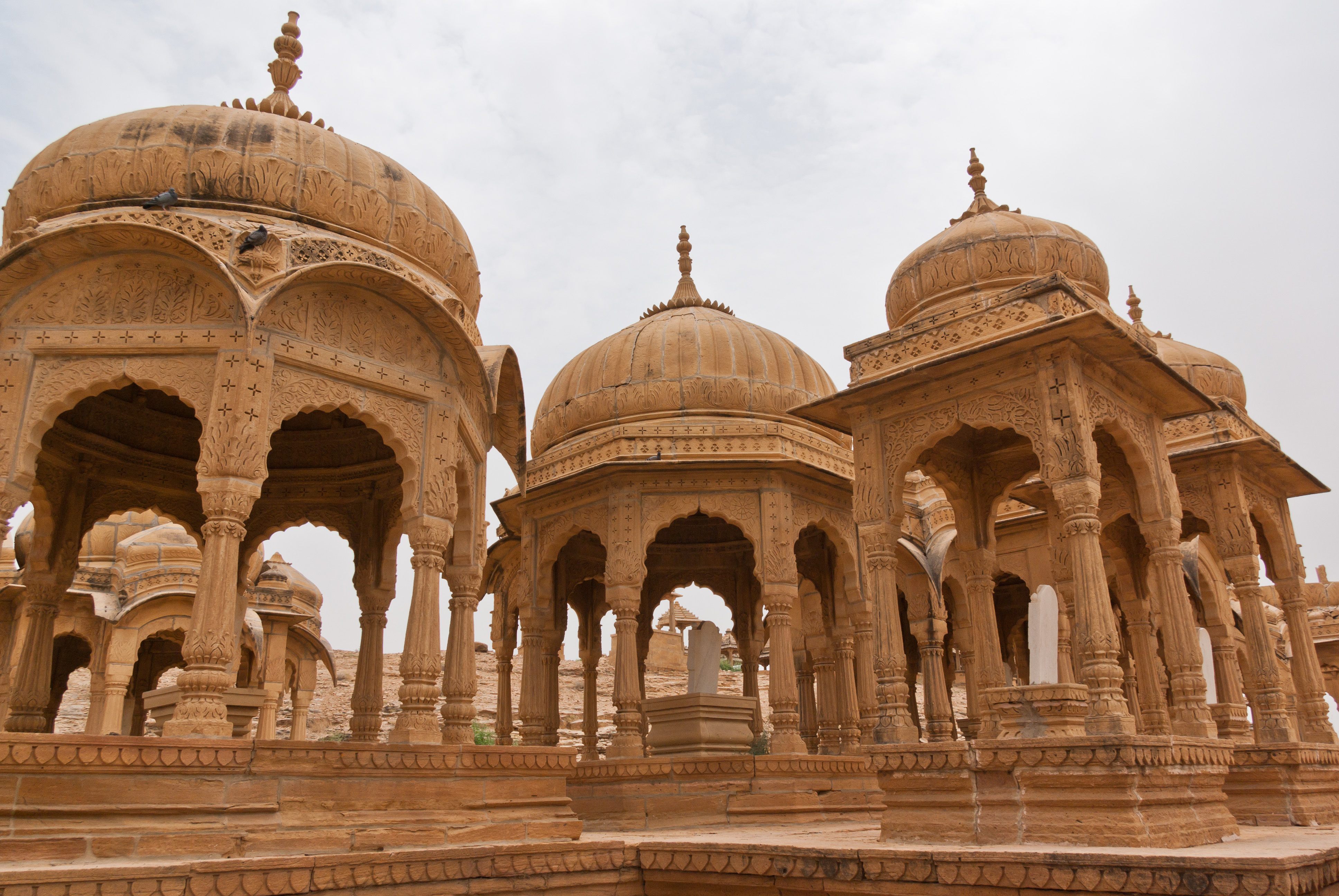
Bada Bagh em Jaisalmer
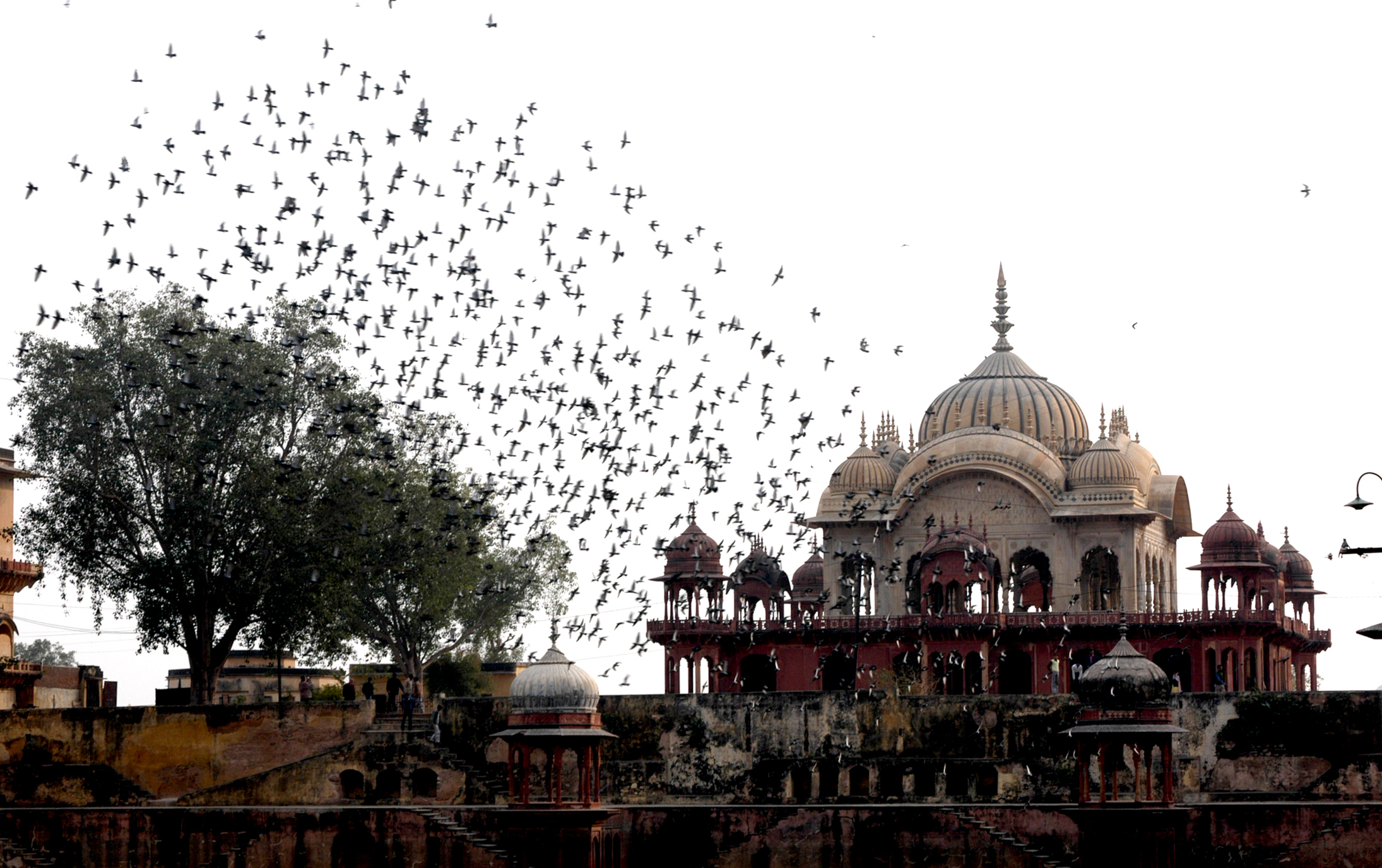
Moosi Rani Ki Chhatri, Alwar
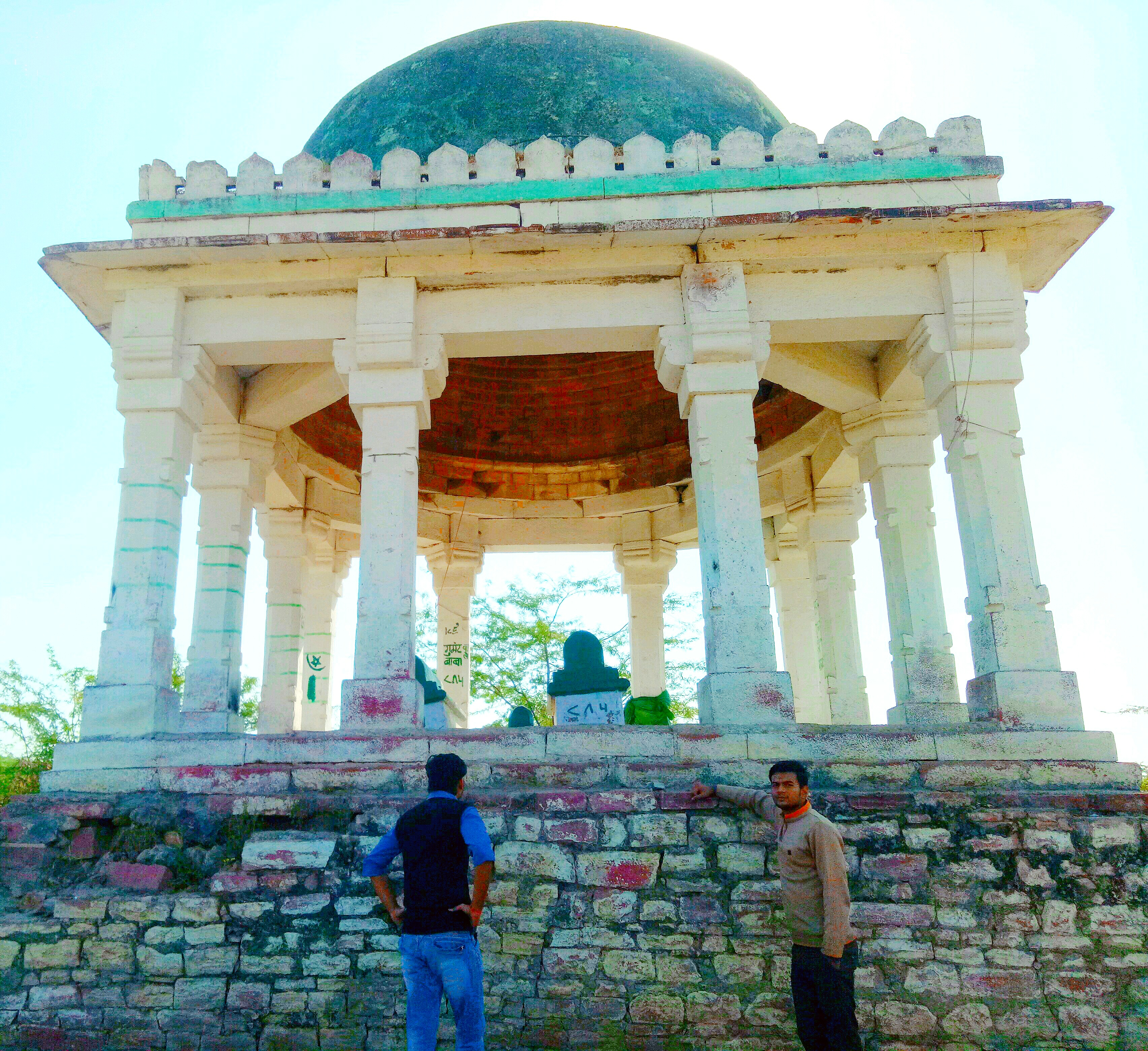
Barah Khamba Chhatri em Jalsen Talab em Hindaun

### Em Shekhawati
Alguns dos chhatri mais conhecidos na região de Shekhawati, no Rajastão, estão localizados nas seguintes cidades e vilas:
- Ramgarh -Ram Gopal Poddar Chhatri
- Laxmangarh - Churiwala ki Chhatri
- Bissau – O Raj ki Chhatri dos Shekhawat Thakurs
- Parsurampura - chhatri de Thakur Sardul Singh Shekhawat
- Jhunjhunu - Chhatri dos governantes de Shekhawat
- Dundlod – O belo chhatri de Ram Dutt Goenka
- Mukungarh -Shivdutta Ganeriwala Chhatri
- Churu – Taknet Chhatri
- Mahansar – O Sahaj Ram Poddar Chhatri
- Udaipurwati – Joki Das Shah ki Chhatri
- Fatehpur – Jagan Nath Singhania Chhatri

## Em Madhya Pradesh

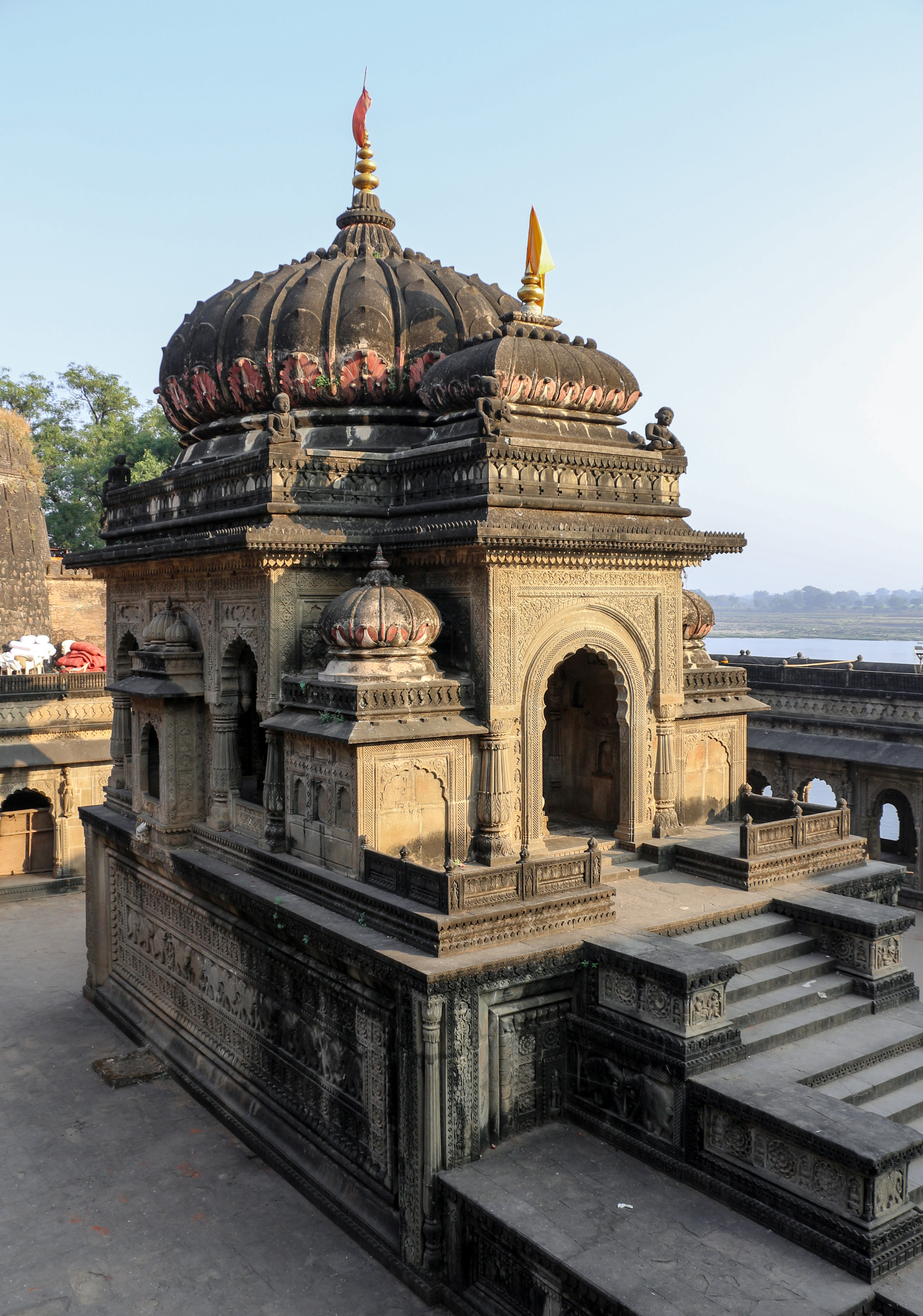
Chhatri de Vithoji em Maheshwar.

A região de Madhya Pradesh é o local de vários outros chhatri notáveis de seus famosos governantes Maratha :
- Shujalpur – Túmulo de Ranoji Scindia, fundador da dinastia Scindia. Situado em Ranoganj, Shujalpur até Akodia Road.
- Shivpuri – Chhatri de mármore intrincadamente embelezado erguido pelos governantes da Scindia em Shivpuri.
- Gwalior – Shrimati Balabai Maharaj Ladojirao Shitole Chhatri
- Gwalior - Rajrajendra Ramchandrarao Narsingh Shitole e esposa Gunwantyaraje Ramchandrarao Shitole (princesa de Gwalior) Chatri
- Orchha - chhatri elaborado de reis hindus locais
- Gohad – Os governantes Jat de Gohad construíram o chhatri do Maharaja Bhim Singh Rana no Forte Gwalior.
- Indore e Maheshwar – governantes Chhatri de Holkar .
- Alampur – Maharani Ahilya Bai Holkar construiu o chhatri de Malhar Rao Holkar em Alampur, no distrito de Bhind, em 1766.

|  |  |  |  |  |

## Arquitetura Mughal

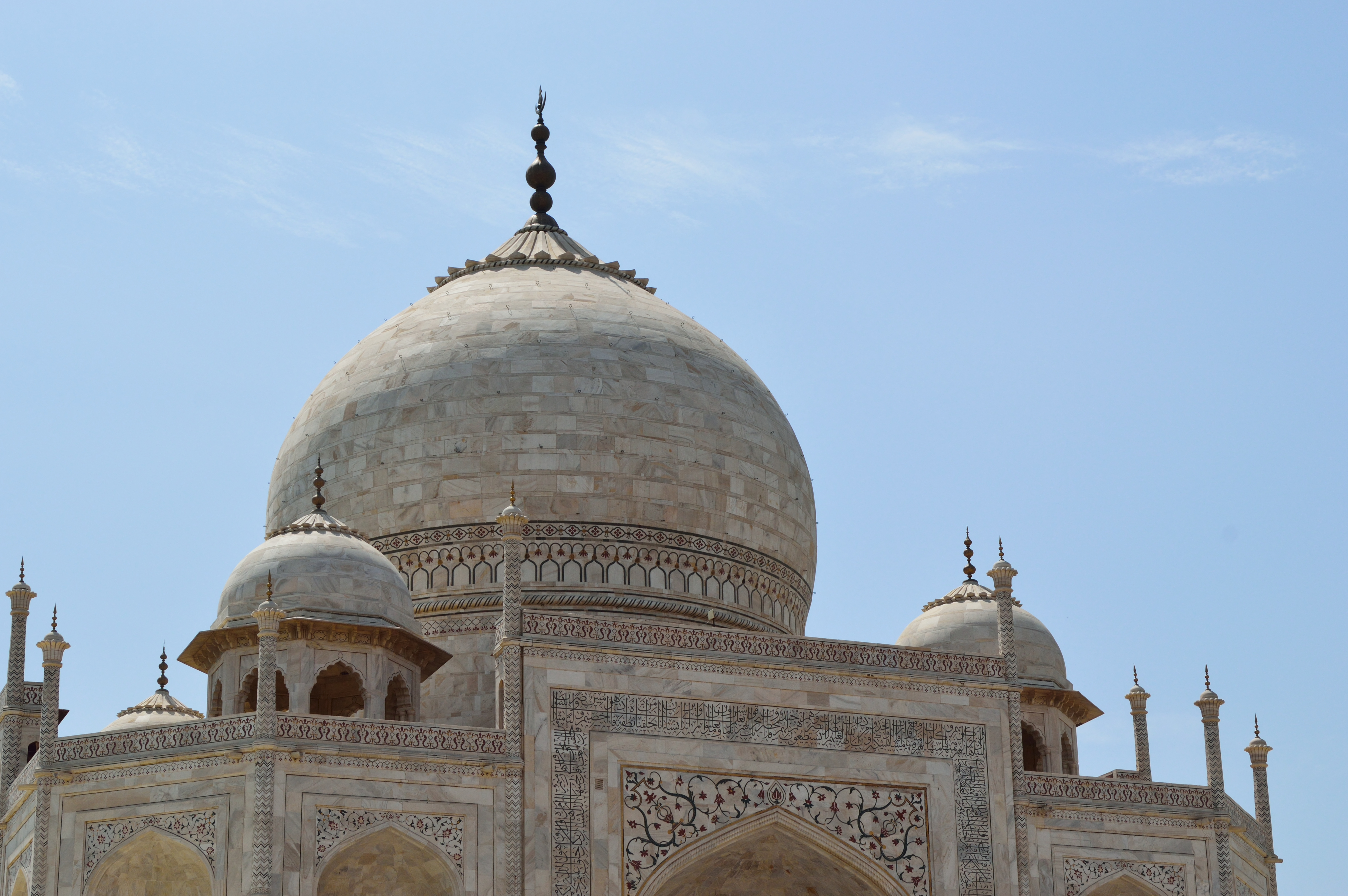
Pináculos Chhatris em forma de cúpula no Taj Mahal.

Chhatri eram características de muitos edifícios da arquitetura Mughal :
- O Taj Mahal tem quatro Chhatris circundando a Cúpula Principal
- O Túmulo de Humayun tem vários Chhatris perto do domo.
- O Panch Mahal, Fatehpur Sikri é coroado com um chhatri abobadado com vista para a área masculina.[4]

## Em Kutch

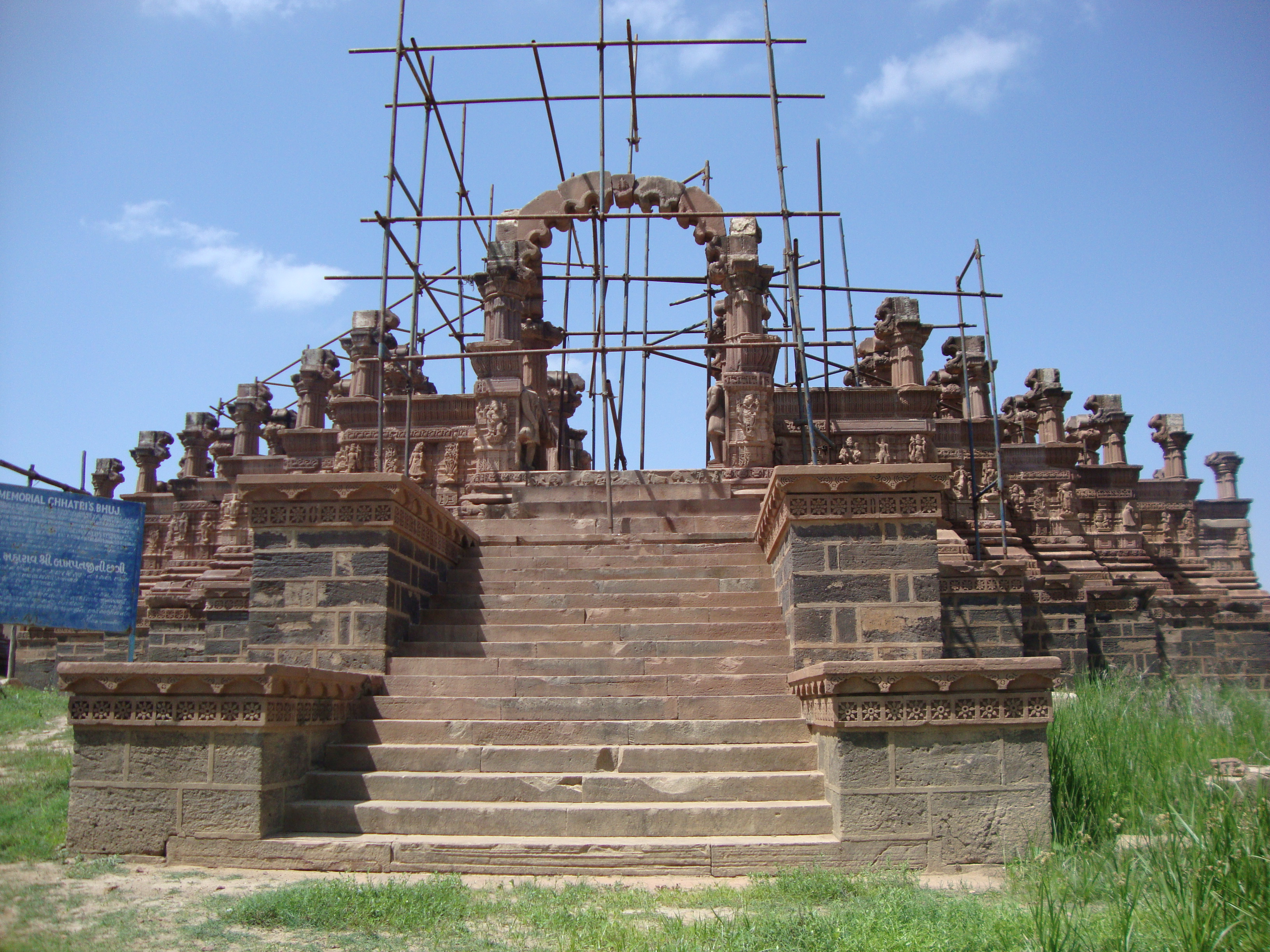
Rao Lakhaji Chhatri Bhuj

Chhatri também pode ser encontrado nos arredores da cidade de Bhuj, pertencendo principalmente aos governantes Jadeja de Kutch. O chhatri de Rao Lakhpatji é muito famoso por seus desenhos e esculturas intrincados. A maioria delas foi destruída no terremoto de Gujarat em 2001 . O trabalho de restauração está em andamento.

## Fora da Índia

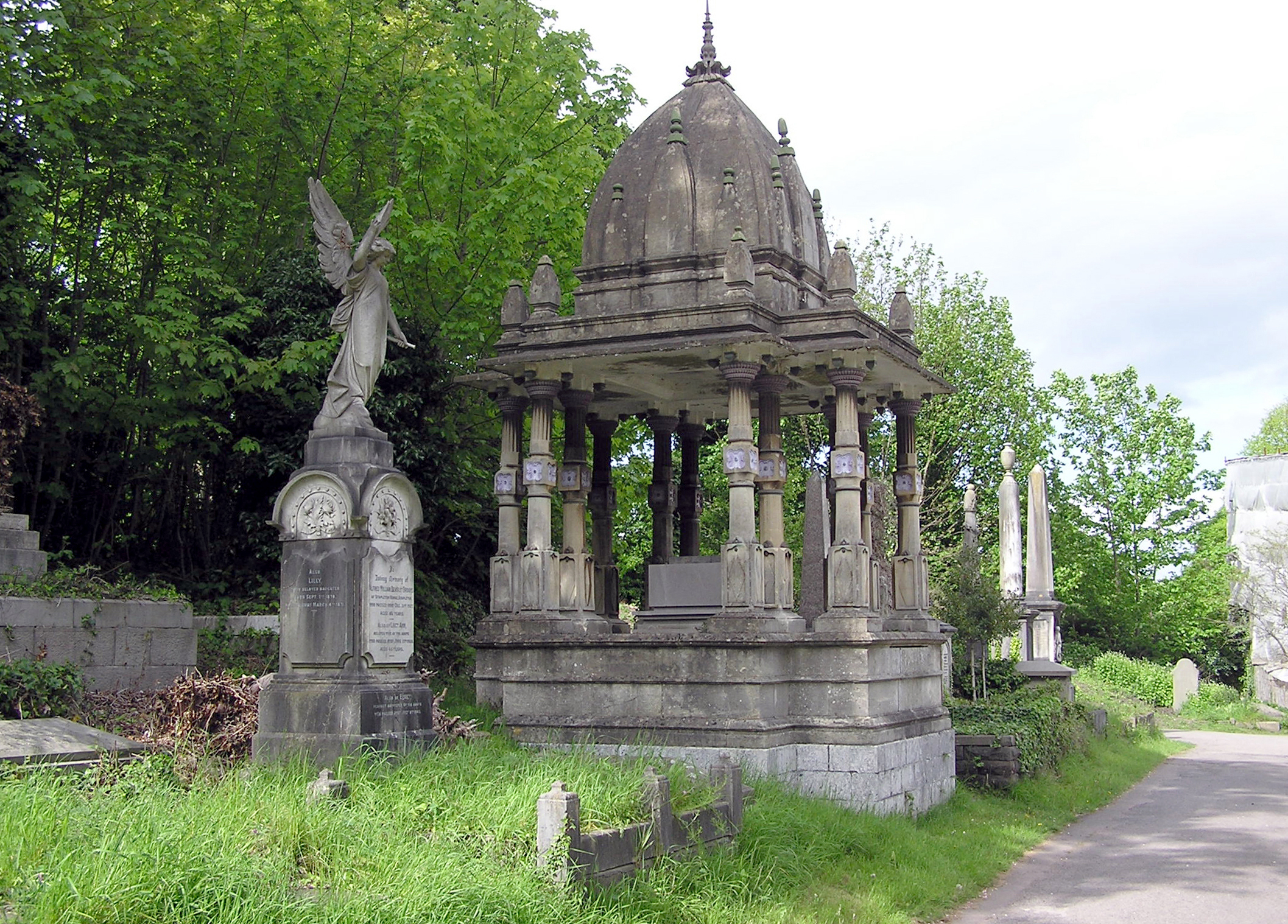
Chhatri de Ram Mohan Roy no Cemitério de Arnos Vale, Bristol, Inglaterra

Há dois chhatri notáveis no Reino Unido, um país com fortes laços históricos com a Índia. Um deles é um cenotáfio em Brighton, dedicado aos soldados indianos que morreram na Primeira Guerra Mundial .
O outro fica no Cemitério Arnos Vale, perto de Bristol, e é um memorial ao ilustre reformador indiano Raja Ram Mohan Roy, que morreu naquela cidade.

## Links externos
- Dicionário ArchNet de Arquitetura Islâmica: Chatri
- Imagens de antigos chhatris da Universidade de Columbia